# Incubación (ritual)

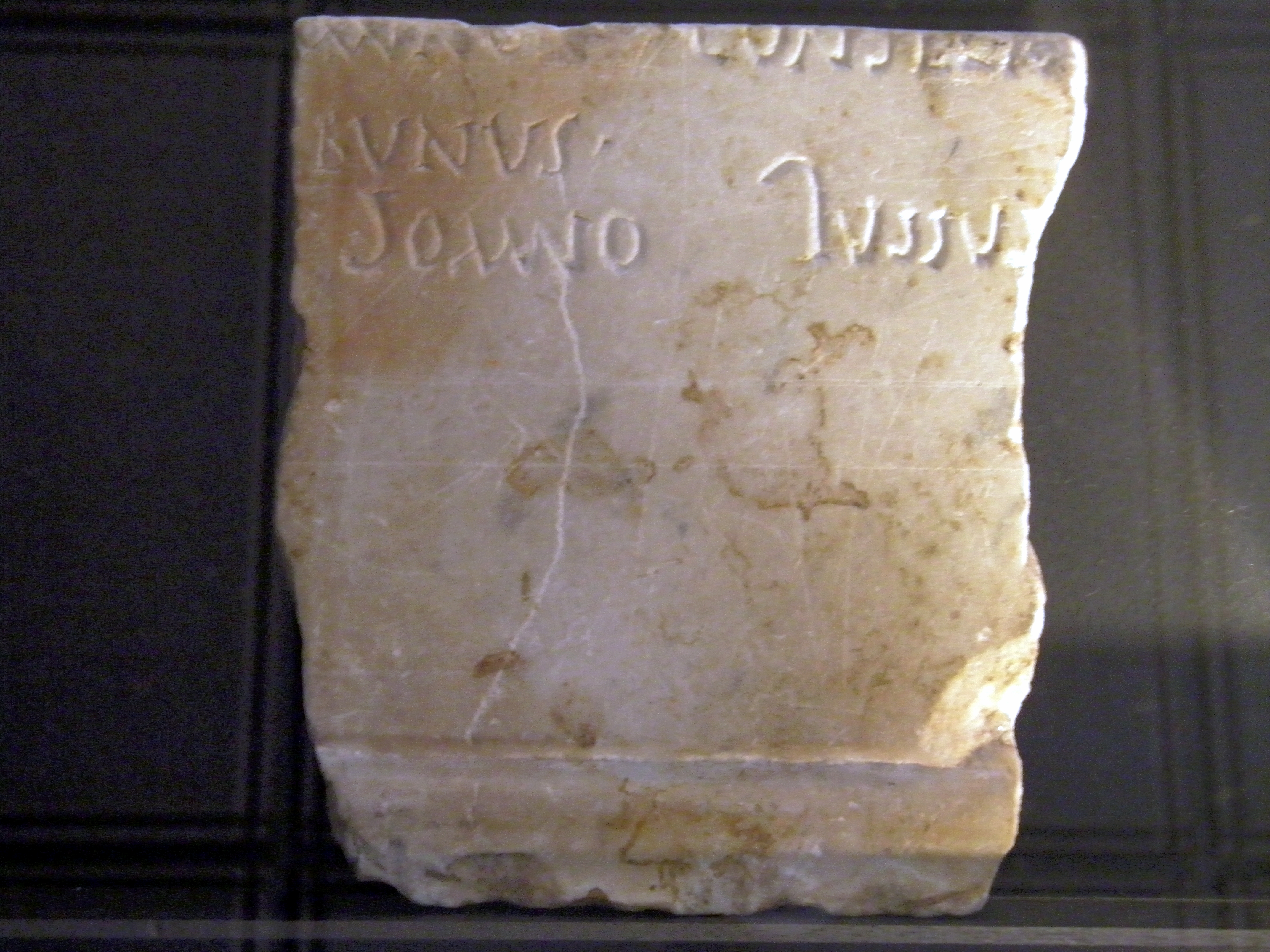
Inscripción somno jussus, que prueba el rito de la incubación en mármol encontrado en el yacimiento de Grand (Vosgos).

La incubación es una práctica mágico-religiosa que implica dormir en un área sagrada con el fin de experimentar un sueño. Dicha experiencia traería revelaciones sobre el futuro, conocimientos trascendentales o curaciones de enfermedades.
Esta práctica requiere que quien ha de experimentar el sueño se prepare convenientemente con un rito sacrifical y, en algunos casos ayunando y sin beber vino. Así mismo, pasará una noche usualmente en un lugar subterráneo sagrado para, posteriormente relate el sueño a un sacerdote intérprete del oráculo.  Generalmente revelaba una profecía o tratamiento a seguir.

## En la Antigüedad
Los rituales de incubación fueron practicados por muchas culturas antiguas y ya eran conocidos en la época sumeria.
Entre los hebreos, se encuentra en 1 Reyes 3, Salomón fue a Gabaón porque ese era el lugar más famoso para ofrecer sacrificios, "Y aparecióse Jehová á Salomón en Gabaón una noche en sueños, y díjole Dios: Pide lo que quisieres que yo te dé."
En la Antigua Grecia, la incubación fue practicada sobre todo por miembros del culto a Asclepio y las ofrendas votivas encontradas en sus centros de culto en Epidauro, Pérgamo y Roma dan fe de la eficacia del rito. Era famoso también el santuario de Anfiarao (el Anfiareion) en Oropo y el de Trofonio, hijo de Ergino, que fue tragado por la tierra en Lebadea (Beocia), por lo que en ese lugar se instauró un culto y un oráculo subterráneo en su honor. La tradición se remonta hasta el oráculo de los sueños de Mopso en Cilicia y el de los Telmesios en Licia-Caria. Para Patricia Garfield, uno de los objetivos principales de la incubación sería curar la esterilidad, siendo esto posible por la unión sexual, durante el sueño, entre el peregrino y el dios o la diosa. Esta unión sexual realmente tenía lugar en el caso de la prostitución sagrada.
La incubación se practicó con profusión en la Antigua Roma, encontrándose alrededor de 400 templos que practicaban este rito en la cuenca mediterránea, incluyendo los dedicados a Esculapio, el equivalente romano de Asclepio. En Japón, son famosos tres templos donde se practicaba la incubación: Ishiyama-dera, cerca del lago Biwa, Hase-dera, al sur de Nara y Kiyomizu-dera en Kioto. El maestro sanador que aparece en los sueños de incubación es Yakushi Nyorai. 
En el norte de África, la práctica de la incubación es muy antigua, ya habiendo sido señalada por Heródoto, y sigue estando muy viva. Se practica sobre todo cerca de las sepulturas familiares o de algún valí (santo) o morabito. El término que lo designa con mayor frecuencia es asensi (del verbo ens, "pasar la noche"). En el islam, la istikhara es la recitación de una oración para obtener una respuesta a un problema determinado o para tomar una decisión correcta. El estudio de las inscripciones grabadas en las estelas de los templos ha permitido mostrar la evolución de las prácticas de incubación.
La incubación fue adoptada por ciertas sectas cristianas y todavía se usa en algunos monasterios griegos. La incubación o sus variantes, en realidad se extendió adicionalmente por todo el mundo: América Central, Australia, Borneo, China, India o Irán.

## En la modernidad
Las prácticas modernas para influir en el contenido de los sueños mediante la incubación del sueño utilizan técnicas impulsadas por la investigación, pero a veces incorporan elementos que reflejan estas antiguas creencias. A menudo se utiliza para curar la infertilidad, pero también puede ser un método para curar otras enfermedades como la parálisis, la ceguera, la cojera o también una manera de predecir el futuro. 
El psicoanálisis ha estado muy interesado en la incubación y el antiguo método interpretativo. Para Ernest Jones, la incubatio era la unión durante el sueño entre una persona y un dios o diosa, veía una conexión con el miedo al incubus. El psiquiatra Carl Alfred Meier llevó a cabo un estudio simbólico de la incubación en los sueños modernos.